# توماس مولنکمپ
توماس مولنکمپ (انگلیسی: Thomas Möllenkamp؛ زادهٔ ۷ اکتبر ۱۹۶۱) قایقران روئینگ اهل آلمان بود.
وی در مسابقات کشوری و بین‌المللی در مجموع برندهٔ ۱ مدال طلا شده‌است.